# Skëndërbegas
Skëndërbegas là một xã trong quận Gramsh thuộc hạt Elbasan, Albania. Dân số năm 2005 là 2227 người.